# إزاحة (حوسبة)
الإزاحة أو الزَيَحان (بالإنجليزية: offset)‏ عند الحاسوبيين، هو الحيز الفاصل بين بداية سلسلة من الكوائن ونهاية قطعة منها. ويعبّر عنه بعدد صحيح في غالب الأحيان.
مثال ذلك: في سلسلة الأحرف أبجدهوز، حيد حرف الجيم (ج) هو اثنان.